# Sinagoga Poale Țedek din Cluj-Napoca
Sinagoga Poale Țedek (în română, Lucrătorii Dreptății) este un fost lăcaș de cult mozaic din municipiul Cluj-Napoca, situat pe str. Barițiu nr. 16. Din anul 1997, este cunoscută drept Casa Tranzit și are funcțiunea de centru de artă contemporană.

## Casa Tranzit
Începând cu anul 1997, în vechea sinagogă funcționează un centru cultural de artă modernă, numit Casa Tranzit. Centrul este gestionat de Fundația Tranzit, asociație non-guvernamentală, imobilul fiind închiriat de la Federația Comunităților Evreiești din România. În Casa Tranzit au loc spectacole de teatru, concerte și expoziții de artă, printre altele.